# اژدهای بنت

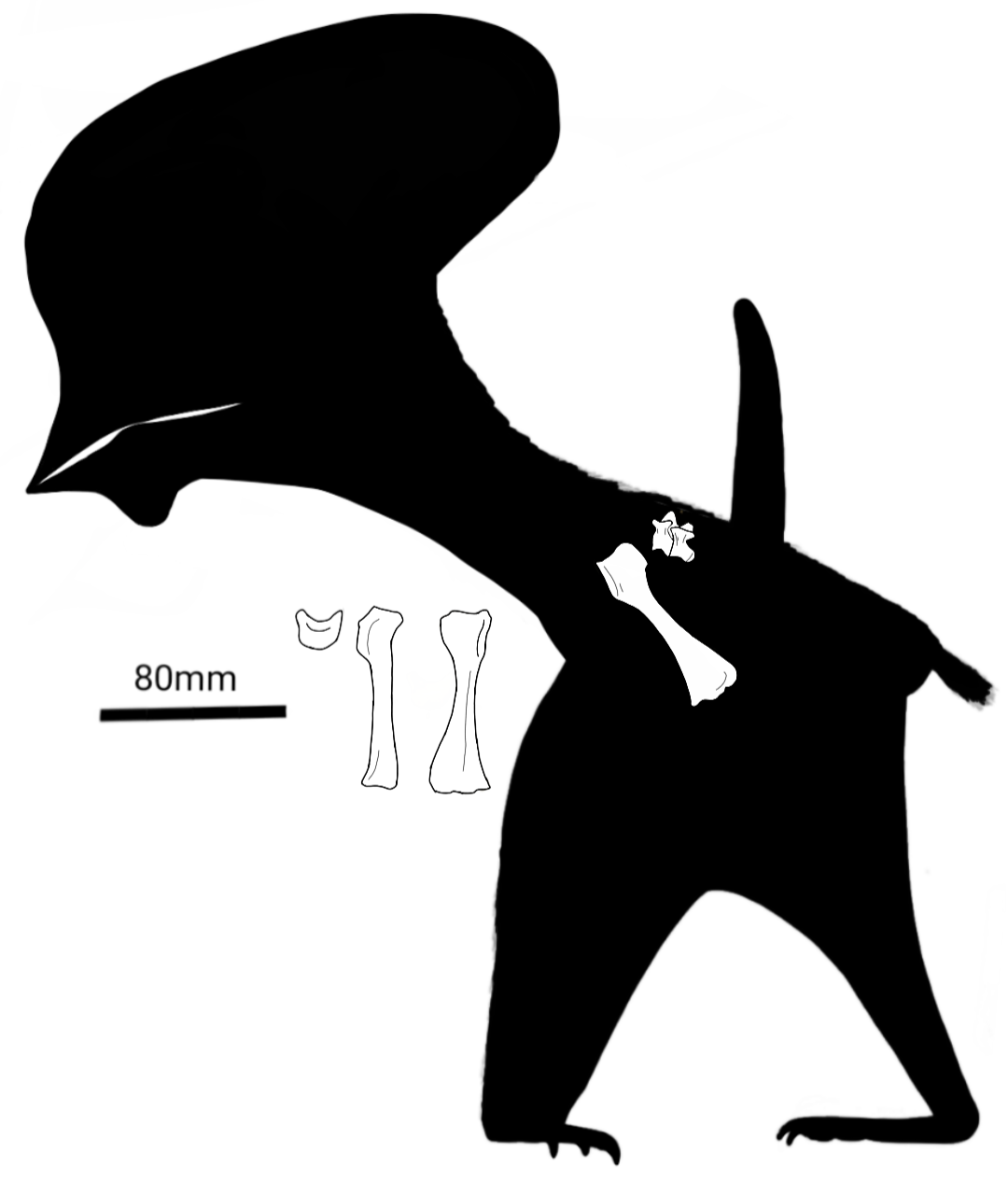
اژدهای بنت

اژدهای بنت (نام علمی: Bennettazhia) نام یک سرده از راسته خزندگان بال‌دار است.